# La Baga (Avià)
La Baga de Sant Elies és una masia del municipi d'Avià, al Baix Berguedà que està catalogada com a patrimoni immoble cultural. El 1983 fou inscrit en la llista de patrimoni de la Generalitat de Catalunya amb el número 2990. Al mapa de patrimoni de la Diputació de Barcelona està inscrit amb el número d'element 08011/67. És un edifici de titularitat privada que està en desús. Està protegit en el POUM d'Avià i en DOGC DEL 12/07/2011. Està en mal estat de conservació. La Baga pertany a la casa de Sant Elies.

## Situació geogràfica
La Baga de Sant Elies està situada a prop de la carretera de Cal Rosal a Graugés. S'hi arriba després del trencant de Cal Dachs, cap a l'esquerra i després de Carbonells, a l'esquerra.
Les masies més properes a la Baga de Sant Elies són Carbonells, Cal Ceba, la Casanova de Montorsí i la casa de Sant Elies, que n'és la que n'ostenta la propietat. Aquesta, tot i que està al municipi de Berga, ha mantingut una relació amb el municipi d'Avià, ja que està a cavall dels dos termes i la majoria de la seva finca està en terreny d'aquest últim municipi.

## Descripció i característiques
La Baga de Sant Elies és una masia que està orientada a llevant i que té l'estructura de planta baixa més un pis. Està coberta amb una teulada a dues aigües asimètrica de teula àrab. El seu parament està fet a base de petits carreus de pedra que no estan treballats units amb molt morter. Té poques obertures que són petites; aquestes són sobretot arcs escarsers. A la façana de migdia hi destaca un òcul a la zona superior i hi ha un petit cobert de maó annex que té una coberta a una sola vessant amb teula àrab. Es pot observar tres campanyes constructives a l'edifici perquè els afegits són molt visibles. Al costat llarg de la façana de l'entrada principal, al primer pis, hi ha una galeria d'arcs de mig punt, alguns dels quals en l'actualitat són cecs, que té una barana de fusta. Aquests arcs estan fets amb maons, igual que els pilars que els suporten. Aquests maons primer foren deixats a la vista i posteriorment foren pintats.
La masia té una planta rectangular allargada. La seva teulada té un carener paral·lel a la façana principal. La seva estructura està dividida en tres crugies perpendiculars a la façana. En els baixos hi havia les corts per als animals i al pis hi havia l'habitatge. A causa del seu abandonament, encara s'hi conserva una cuina de fogons i el foc a terra. Hi ha una escala de fusta per accedir a les golfes que estan compartimentades i tenen una única obertura a la façana de migdia en forma de bou circular. El sostre del pis està construït amb volta catalana de maó. En l'actualitat la casa està degradada, ja que fa temps que està deshabitada.

## Història
La família Sala, els propietaris de la masia de Sant Elies, van construir la casa de la Baga al mateix temps que la masia de Cal Candela a finals del Segle XVIII. Originàriament era una masoveria que es va mantenir com a tal fins que es va abandonar.